# Lucio Arruncio (cónsul 22 a. C.)
Lucio Arruncio  fue un político y militar romano de época triunviral y augústea, el primero de su linaje en alcanzar el consulado. Obtuvo de Augusto el rango patricio.

## Familia
Arruncio fue miembro de la gens Arruncia, de una rama procedente de Atina. Su hijo, homónimo suyo, también alcanzó el consulado y emparentó con la familia de Pompeyo.

## Carrera pública
Aparece mencionado por primera vez en el año 43 a. C. cuando fue incluido en las proscripciones triunvirales. Escapó para unirse a Sexto Pompeyo en Sicilia. Posteriormente, se benefició del pacto de Misenum y, reconciliado con Augusto merced a la intercesión de Cayo Sosio, luchó del lado de aquel en la batalla de Actium. Fue uno de los quindecimviri sacris faciundis encargados de celebrar los Juegos Seculares del año 17 a. C.
En el papel de abogado, es célebre por la derrota que infligió en la corte centunviral a Cayo Albucio Silo, quien avergonzado no volvió a ejercer la abogacía.
Se le identifica con el historiador del que Séneca se burla por imitar sin éxito el estilo de Salustio. Su obra se centraba en la primera guerra púnica, aunque quizá ya en tiempos de Séneca había sido olvidada.